# Mirosław Michalski
Mirosław Andrzej Michalski (ur. 3 kwietnia 1972 we Włocławku) – polski teolog, filozof i etyk, duchowny Kościoła Polskokatolickiego, proboszcz parafii polskokatolickiej Narodzenia NMP w Toruniu, sędzia Sądu Biskupiego (2003–2008), od 2019 dziekan dekanatu pomorsko-warmińskiego Kościoła Polskokatolickiego, major rezerwy Wojska Polskiego, instruktor Związku Harcerstwa Polskiego, harcmistrz, nauczyciel i wychowawca, doktor hab., profesor nadzwyczajny i były kierownik Katedry Filozofii Chrześcijańskiej Akademii Teologicznej w Warszawie, działacz społeczny, duszpasterz rodzin wojskowych i służb mundurowych (2000).
Zainteresowania badawcze skupiają się wokół historii filozofii i etyki w Polsce, religiologii i religioznawstwa, szeroko rozumianej filozofii religii, ekofilozofii i ekoteologii, teologii starokatolickiej i historii Kościoła, a także problemów bezpieczeństwa wewnętrznego, narodowego i międzynarodowego, edukacji dla bezpieczeństwa i aksjologicznych jej fundamentów.

## Wybrane odznaczenia i wyróżnienia
- Srebrny Krzyż Zasługi (2011)[3]
- Złoty Medal „Za zasługi dla obronności kraju” (2015)
- Srebrna Odznaka „Zasłużony dla Ochrony Przeciwpożarowej” (2015)
- Medal Komisji Edukacji Narodowej (2011)
- Odznaka honorowa „Za Zasługi dla Turystyki” (2011)
- Brązowa Odznaka „Za zasługi w pracy penitencjarnej” (2011)
- Odznaka honorowa „Zasłużony dla Kultury Polskiej” (2011)
- Odznaka honorowa „Za Zasługi dla Ochrony Środowiska i Gospodarki Wodnej” (2018)[4]
- Medal „Pro Patria” (2012)
- Medal „Pro Memoria” (2012)
- Srebrny Medal Opiekuna Miejsc Pamięci Narodowej (2010)
- Złoty Medal „Za Zasługi dla Ligi Obrony Kraju” (2010)
- Złoty Medal „Za Zasługi dla Pożarnictwa” (2010)
- Brązowa Odznaka Honorowa „Podlaski Krzyż Floriański” (2009)
- Złoty Harcerski Medal Strzelecki z Liśćmi Dębu „Za Zasługi w Rozwijaniu Strzelectwa i Umacnianiu Obronności Kraju” (2015)
- Krzyż Wielki Orderu Świętego Stanisława (2010)
- Medal „Za Zasługi dla Stowarzyszenia Nauczycieli Twórczych” (2016)

## Publikacje (wybór)
Monografie i redakcje
- Mirosław A. Michalski, Ku idei królestwa bożego. Myśl filozoficzna, etyczna i pedagogiczna Witolda Rubczyńskiego, Warszawa 2006, ISBN 978-83-7405-456-0.
- Mirosław A. Michalski, Mesjanizm w polskiej filozofii i literaturze w latach 1831–1863, wyd. I, Warszawa 2006; wyd. II, Toruń 2009.
- Mirosław A. Michalski, Tomasz Kuczur, Polskaja sistemnaja transformacija. Otdielnyje polityczieskije i obszcziestwienno – prawnyje aspiekty, Briest 2009, s. 83.